# Vučak (miasto Donja Stubica)
Vučak – wieś w Chorwacji, w żupanii krapińsko-zagorskiej, w mieście Donja Stubica. W 2011 roku liczyła 464 mieszkańców.